# گودلیو کوئیستاد روول
گودلیو کوئیستاد روول (انگلیسی: Godelieve Quisthoudt-Rowohl؛ زادهٔ ۱۸ ژوئن ۱۹۴۷) سیاستمدار آلمانی است که از سال ۱۹۸۹ تا ۲۰۱۹ به عنوان عضو پارلمان اروپا خدمت کرد. او عضو اتحادیه دموکرات مسیحی در نیدرزاکسن است که بخشی از حزب مردم اروپا محسوب می‌شود. او اخیراً به عنوان هماهنگ‌کننده کمیته تجارت بین‌الملل (INTA) حزب مردم اروپا، رئیس گروه نظارت بر بریتانیای INTA، معاون هماهنگ‌کننده کمیته حقوق بشر (DROI) و معاون رئیس هیئت روابط با کانادا فعالیت داشته است.

## تحصیلات و حرفه
کوئیستاد روول شیمی را در دانشگاه لوون تحصیل کرد. پس از فارغ‌التحصیلی، از سال ۱۹۷۲ تا ۱۹۷۳ در مؤسسه ماکس پلانک برای به تحصیل دکترا شیمی‌فیزیک زیستی در گوتینگن دکترا پرداخت.
از سال ۱۹۷۴ تا ۱۹۷۸ کوئیستاد روول تحقیقات خود را در دانشکده پزشکی هانوفر ادامه داد. از سال ۱۹۷۹ تا ۱۹۸۹ به عنوان مشاور علمی دانشگاه هیلدسهایم خدمت و در آنجا همچنین به عنوان کارمند علمی در مؤسسه گلوتولوژی کاربردی کار کرد و بعدها به عنوان شورای علمی در مؤسسه گلوتولوژی کاربردی منصوب شد. از سال ۲۰۰۲، او در مؤسسه علوم اجتماعی این دانشگاه تدریس می‌کرد. در ۶ مارس ۲۰۰۹، او به عنوان استاد در بخش آموزش و علوم اجتماعی منصوب شد. او سخنرانی‌های مهمانی در دانشگاه کالینینگراد، مدرسه کسب‌وکار اروپایی و دانشگاه هاروارد ارائه کرده است.

## حرفه سیاسی

### حرفه در سیاست ملی
در سال ۱۹۹۰ کوئیستاد روول عضو هیئت مدیره اتحادیه دموکرات مسیحی در نیدرزاکسن و از سال ۱۹۹۴ تا ۲۰۱۲ او عضو هیئت مدیره ملی اتحادیه دموکرات مسیحی بود. او به عنوان یکی از حامیان اصلی آنگلا مرکل در تلاش برای تصدی مقام صدراعظمی در سال ۲۰۰۴ محسوب می‌شود.
از سال ۱۹۹۰ تا ۱۹۹۶ کوئیستاد روول عضو هیئت مدیره ملی اتحادیه زنان برای اتحادیه دموکرات مسیحی، عضو کمکی کمیته اروپایی بوندستاگ آلمان و از سال ۲۰۰۵ تا ۲۰۰۹ او رهبر انجمن شهری اتحادیه دموکرات مسیحی در هیلدسهایم بود. از سال ۱۹۹۰ تا ۱۹۹۶ او در هیئت مدیره ملی اتحادیه زنان خدمت کرد.

### عضو پارلمان اروپا، ۲۰۱۹–۱۹۸۹
از سال ۱۹۸۹، کوئیستاد روول به عنوان عضو پارلمان اروپا فعالیت می‌کرد و یکی از معاونان ارشد حزب دموکرات مسیحی آلمان (CDU) در پارلمان اروپا به همراه المار بروک و کارل-هاینتس فلورنتس وی همچنین از سال ۱۹۹۷ تا ۲۰۰۷ عضو هیئت اجرایی (کوایستور) و همچنین عضو هیئت مدیره حزب مردم اروپا (EPP) بود.
به عنوان عضو کمیته تجارت بین‌الملل، او از تولیدکنندگان خودروی اروپایی در برابر قیمت‌گذاری تخریبی رینگ‌های آلومینیومی توسط تولیدکنندگان چینی دفاع کرد. به درخواست وی، این کمیته تصمیم گرفت ترکیه را به دلیل عدم اجازه صادرات کالا از قبرس به ترکیه مورد انتقاد فوری قرار دهد. علاوه بر این، وی خواستار تصویب هرچه سریع‌تر پروتکل آنکارا توسط ترکیه شد. در نهایت، او از ترکیه خواست تا قوانین کپی‌رایت را به‌طور مؤثر اجرا کرده و از سرقت برندها جلوگیری کند. کوئیستاد روول ممنوعیت استفاده از لامپ‌های رشته‌ای در اروپا را سیاستی تحمیلی و غیردموکراتیک می‌دانست، چرا که پارلمان و افکار عمومی در این تصمیم‌گیری مشارکت نداشتند. وی همچنین در تعیین سقف هزینه‌های ارتباطات همراه در اتحادیه اروپا نقش داشت.
او با هدف تقویت بنگاه‌های کوچک و متوسط (SMEs)، بر افزایش مشارکت آن‌ها در تجارت بین‌المللی و تحکیم روابط با ایالات متحده تأکید وی همچنین در تدوین یک توافقنامه جدید انرژی بین روسیه و اتحادیه اروپا نیز مشارکت فعال داشت.
کوئیستاد روول به صورت رسمی عضو کمیته توسعه بود. در این نقش، وی از سال ۲۰۱۰ برنامه‌های تبادل دانشجو و پروژه‌های ترویج دموکراسی در چین و هند را راه‌اندازی کرد. در سال ۱۹۹۹، او تلاش‌های مؤثری برای ارتقای اولویت حقوق کودکان در دستور کار کمیسیون اروپا انجام داد. وی در اجرای سیاست «جریان اصلی جنسیت» (Gender-Mainstreaming) فعالیت می‌کرد و به ویژه از پایان دادن به تبعیض علیه پسران و مردان جوان دفاع می‌نمود. در سال ۲۰۰۳، او پیشنهاد بررسی نحوه استفاده از بودجه اتحادیه اروپا توسط تشکیلات خودگردان فلسطین را مطرح کرد تا از هدررفت منابع برای فساد یا تأمین مالی گروه‌های تروریستی جلوگیری شود.